# PinkX Gay Video Awards
Les PinkX Gay Video Awards sont des récompenses de cinéma pornographique gay créées par Pink X, anciennement Pink TV, en 2012,.
« Les nommés au Pink X Gay Video Awards sont des films diffusés […] sur la chaîne ou proposés en VOD par Pink X. »

## Palmarès

### Meilleur new cumer
| Année | Nom           | Photo                              | Nationalité | Alors âgé de | Pour                           | Nommés |
| ----- | ------------- | ---------------------------------- | ----------- | ------------ | ------------------------------ | --- |
| 2012  | Dario Beck    | Importez l’image de cette personne | États-Unis  |              | Criminal Intent (TitanMen)     | Brandon Wilde dans Take a load off (Rascal) Fabian Esteban dans Gay House (Berry Prod) Kameron Frost dans Le Clash (Crunchboy) Kennedy Carter dans Splash of the Tight' Uns (UK Naked Men)           |
| 2013  | Matt Kennedy  | Importez l’image de cette personne | France      |              | Dépucelages d'hétéros 3 (HPG)  | Angel Rock dans Bad Ass Bottoms (Jet Set Men) Jake Bass dans Edge of Glory (CockyBoys) Mason Star dans Edge of Glory (Cocky Boys)                                                                    |
| 2014  | Josh Long     | Importez l’image de cette personne | États-Unis  |              | Young and Furry (Dominic Ford) | Lyle Boyce dans Cottage Boy (Eurocreme) Joey Cooper dans The Boy Who Cried – DILF (All Words) Julien dans 8 en partouze (GFK)                                                                        |
| 2015  | Andrea Suarez | Importez l’image de cette personne | Royaume-Uni |              | Sneaker Sex Fuckers            | Camille Kenzo Mickey Taylor Nathan Hope Théo Ford |
| 2016  | Adam Ramzi    |                                    |             |              | Workout                        | Frank Valencia dans Bear Essentials Nick North dans Hard Labour Brute Club dans Slammed Logan Moore dans Stuffed Juliano dans Juliano et ses potes                                                   |
| 2017  | Carter Dane   |                                    |             |              | Let Them Eat Cake              | Jason Maddox dans Summer of Sweat Ludwig dans Bizutages de culs Lucas Phelps dans The Hook-Up Hostel Jay Alexander dans How to Get Away with Murder Abel Lacourt dans L'Irrésistible Abel Lacourt    |
| 2018  | Aarin Asker   |                                    |             |              | Rubbergeddon                   | William Lefort Kimi Monroe LMDK dans Hey taxi prends-moi Alex Chu dans The Deuce Leo-Rex Bunny |
| 2019  | Alam Wernik   |                                    |             |              | The Chosen Few                 | Beaux Banks dans In the Buff Mars Gymburger dans Pig me more Dante Colle dans The Chosen Few Jules Laroche dans Jeunes culs lisses pour méga bites Chris Llesca dans Agents x 2 : alphas du centaure |

### Meilleur duo
| Année | Nom                           | Photo                              | Nationalité | Pour                          | Nommés |
| ----- | ----------------------------- | ---------------------------------- | ----------- | ----------------------------- | --- |
| 2012  | Brent Everet et Brandon Wilde | Importez l’image de cette personne | États-Unis  | Take A Load Off               | |
| 2013  | Jake Bass et Mason Star       |                                    | États-Unis  | Edge of Glory (CockyBoys)     | |
| 2014  | Billy Rubens et Dirk Caber    | Importez l’image de cette personne | Royaume-Uni | Daddy's Boy (DadsFuckingLads) | David Peter / Michael Laurent dans Baise-moi ! (Berry Prod HD) Brady Jensen et Ty Roderick dans Stalker (NakedSword) Paulo Massa et Rudy Light dans Lascars en force 3 (Citebeur) Kameron Frost et Matt Kennedy dans Indic (Menoboy) Matteo Valentine et Ale Tedesco dans Hairy Butt Bangers (Butch Dixon) |
| 2015  | Trelino et Chritian Wilde     | Importez l’image de cette personne | États-Unis  | Addict                        | Alex Marte et Kris Irons Colby Keller et Seth Santoro Gabriel Clark et Jaxon Radoc Kai Alexander et Dolan Wolf Tikehau et Mathieu Ferhati |
| 2016  | Kayden Gray et Danny Montero  |                                    |             | Slammed                       | Rafael Alencar et Marcus Isaacs dans The Pack Damien Crosse et Logan Vaughn dans Baiseurs d'exception Camille Kenzo et Théo Ford dans Camille Kenzo aux USA Issac Jones et Bruno Knight dans Circus of Sex Mack Manus et Kevin Ass dans Lifeguard                                                          |
| 2017  | Sean Zevran et Armond Rizzo   |                                    |             | Hard Medecine                 | Tyler Jenkins et Cody Rivers dans Bound: Slaves for Their Cocks Tiziano / Joe Delight dans Les Bonhommes 3 Doryann Marguet / Joaquim B (Fabien Crunchboy) dans Mate-moi ça me fait jouir Boomer Banks / Dillon Rossi dans Boomer Has a Big Fat Dick Carter Dane / Colby Keller dans Let Them Eat Cake      |
| 2018  | Allen King et Boomer Banks    |                                    |             | Hard Wood                     | |
| 2019  | Chris Loan et Levi Karter     |                                    |             | Le Garçon scandaleux          | |

### Meilleur actif
| Année | Nom              | Photo                              | Nationalité | Alors âgé de | Pour                             | Nommés |
| ----- | ---------------- | ---------------------------------- | ----------- | ------------ | -------------------------------- | --- |
| 2012  | Brent Everett    |                                    | Canada      |              |                                  | |
| 2013  | Paddy O'Brian    | Importez l’image de cette personne | Royaume-Uni |              |                                  | |
| 2014  | Paddy O'Brian    | Importez l’image de cette personne | Royaume-Uni |              | Straight as They Cum (UKNakedMen | Ryan the caillera dans Ryan, The caillera (Citebeur) Ken Ten dans Studio of Sin (UKNakedMen) Antonio Garcia dans Daddy’s Boy (DadsFuckingLads) Christian Wilde dans Wilde Road (NakedSword) Jake Bass dans King of Hearts (Cockyboys) |
| 2015  | Colby Keller     |                                    | États-Unis  |              | Caliente!                        | Jimmy Johnson Mathieu Ferhati Nathan Hope Rafael Alencar |
| 2016  | Gabriel Clark    |                                    |             |              | The Amazing Cocky Boys           | Enzo Rimenez dans Légendes du X Delta Kobra dans Topher! Rocco Steele dans Stuffed Kayden Gray dans Daddy's Orgy Nathan Hope dans Be My Fuck Toy                                                                                      |
| 2017  | Paolo Bravo      |                                    |             |              | Bravo Boys Band                  | Adam Ramzi dans Fame Game Tex Davidson dans Buff & Scruff Killian James dans Sergeant Daddy Dalton Briggs dans Berkeley Dato Foland dans Dato Has A Big Fat Dick                                                                      |
| 2018  | Doryann Marguet  |                                    |             |              | Jeunes étudiants délurés         | Kayden Gray dans Rubbergeddon Paolo Bravo dans BravoFucker Justin Brody Enzo Lemercier dans Petits Jeux entre minets Benjamin Blue dans Cory Has a Big Fat Cock                                                                       |
| 2019  | Mathieu Ferhatti |                                    |             |              | Pig Me More                      | Olan Barkev dans Producteur Pervers Arad Winwin dans Gimme Moore Jordan Fox dans Atomix Blond Felipe Capuco dans Downlow Enzo Lemercier dans Imberbe prêt à l'emploi                                                                  |

### Meilleur passif
| Année | Nom           | Photo                              | Nationalité | Alors âgé de | Pour                                           | Nommés |
| ----- | ------------- | ---------------------------------- | ----------- | ------------ | ---------------------------------------------- | --- |
| 2012  | Léo Hélios    | Importez l’image de cette personne | France      |              |                                                | |
| 2013  | Léo Helios    | Importez l’image de cette personne | France      |              |                                                | |
| 2014  | Jeff Stronger | Importez l’image de cette personne | États-Unis  |              | Rigid (Titan Men)                              | Jessie Colter dans Men Of The World : Miami (Men of the world) Adrian Toledo dans Studio of Sin (UKNakedMen) Marcus Mojo dans The Harder, The Better (NextDoor Studios) Jake Bolton dans Hairy Butt Bangers (Butch Dixon) Stany Falcone dans Fast Friends (Titan Men) |
| 2015  | Duncan Black  | Importez l’image de cette personne | États-Unis  |              | Grosses bites                                  | Camille Kenzo Marc Humper Mike DeMarko Trelino |
| 2016  | JP Dubois     |                                    |             |              | Hooded                                         | Billy Santoro dans My Doctor Rocks Camille Kenzo dans Camille Kenzo aux USA Ricky Roman dans The Amazing Cocky Boys Mickey Taylor dans XXL Hammered Yo dans Yo abusé et enchanté                                                                                      |
| 2017  | Armond Rizzo  |                                    |             |              | Hard Medecine                                  | Aitor Bravo dans Bites chaudes à Barcelone Cory Prince dans Sergeant Daddy Angel Cruz dans A Man & His Boy Jayden Middleton dans Pumped Teddy Torres dans Butt Breaker                                                                                                |
| 2018  | Carter Dane   |                                    |             |              | Just Love: A Porn Star Guide to Sexual Freedom | Sam Barclay Chris Harder François Sagat dans Paris Perfect Colton Grey Tegan Zayne |
| 2019  | Dmitry Osten  |                                    |             |              | Flip Fuck Lads                                 | Louis ricaute Ollie Ace Era Jacen Zhu Alex Roman |

### Meilleure partouze
| Année | Nom                                                      | Photo                              | Nationalité | Pour                                     | Nommés |
| ----- | -------------------------------------------------------- | ---------------------------------- | ----------- | ---------------------------------------- | --- |
| 2012  | Ashley Ryder, Viktor, Korben David                       | Importez l’image de cette personne |             | London Massive 2 (UK Naked Men)          | |
| 2013  | Aurélien Angel, Gaëtan, Juan Perez                       | Importez l’image de cette personne | France      | Internat pour Garçons (Berry Prod HD)    | |
| 2014  | Ashley Ryder, J.P. Dubois, Leo Cage                      | Importez l’image de cette personne | Royaume-Uni | The London Massive part 3 (UK Naked Men) | Anthony Cruz, Jeremy F., Dylan Donovan pour Jeune et baisable (Berry Prod HD) Ashley Ryder, J.P. Dubois, Leo Cage dans The London Massive part 3 (UKNakedMen) Kyle Quinn, David Anthony, Race Cooper dans Special Reserve (Titan Men) Spencer Reed, Hunter Vance, Andrew Blue, Bryce Star, Chris Tyler, Cole Brooks, Evan Mercy, Randy Star dans To Fuck a Predator Gang Bang (Jet Set) Tim Loux, Dylan, Fabien Dolko dans Indic (Menoboy)  |
| 2015  | Yo, Maltos, le Marseillais                               | Importez l’image de cette personne | France      | Le Bad Boy de Marseille (Citébeur)       | Denix, Gino, Jean Kader, Léon, Lets Boy dans Weekend très chaud à Paris ! Dolan Wolf, Bruno Fox, Rich Kelly dans Check Mate Leo Forte, Drew Sebastian, Max Cameron dans Addict Tommy Defendi, Duncan Black, Darius Ferdynand dans Massive New York Cocks |
| 2016  | Sebastian Kross, Derek Atlas, David Benjamin, Dario Beck |                                    |             | Clusterfuck! 1                           | Brian Jovovich, Connor Maguire, Marcel Gassion, Rick Lautner & Tim Campbell dans Dirty Rascals Guillaume Wayne, Thomas, Théo Ford, Jérôme dans Brochettes de minets pour mâles affamés Bruno Bernal, Craig Daniel, Marco DuVaul, Drew Kingston, Mickey Taylor dans Ruined Danny Montero, Matthew Anders, Kayden Gray, Ross Drake, Lyle Boyce, Cory Prince dans Daddy's Orgy Dan Broughton, Mickey Taylor, Guillaume Wayne dans XXL Hammered |
| 2017  | Colby Keller, Duncan Black, Justin Matthews              |                                    |             | Kiss Hug Fuck Love                       | Kamel, Steve et Lexitoy dans Sextapes From France Zac Hunter,Camille Kenzo, Skyler Dallon, Xavier Sibley, Sacha West dans France-Canada / 4 points par trou Dylan Thorne, Reece Bentley, Timmy Treasure dans Bound : Slaves For Their Cocks Ensemble du cast de Prends-moi en stop Brandon Wilde, Brian Bonds, Trenton Ducati dans Secret & Lies                                                                                            |
| 2018  | Brent Corrigan, Dominic Pacifico et Dorian Ferro         |                                    |             | Ultra Fan                                | |
| 2019  | Jason Vario, Pierce Paris et Rikk York                   |                                    |             | Making Rent                              | Boomer Banks, Arad Winwin & Skyy Knox dans Double Down Alam Wernik, Danny Gunn & Logan Moore dans The Chose Few Mark Lon,g, Connor Halsted & Dakota YOoung dans 3some Breeding Hayden Colby, Manuel Skye & River Wilson dans Go Big! Zach Taylor, Colton James, Sean Ford, Corbin Colby & Joey Mills dans Tight Ends |

### Meilleur film amateur
| Année | Titre                               | Distributeur                 | Nommés |
| ----- | ----------------------------------- | ---------------------------- | --- |
| 2012  | Chaudes vacances avec Jordan Fox    | (Crunchboy)                  | |
| 2013  | Macho Fucker XXL                    | Crunchboy                    | |
| 2014  | Devoirs de vacances de Christo Ball | GayFrenchKiss                | Scottxxx One (Scottxxx) de Scott Sniffs Socks Lascars en cave (Crunchboy) de Jess Royan TED TN acteur et scénariste (GFK) de Christo Ball Les plans perso de Fred Sneaker (Sketboy) de Fred Sneaker                        |
| 2015  | Week-end très chaud à Paris         | GayFrenchKiss                | 7 trous à jus (HPG) Anthony Cruz : ses plans directs TTBM (AirmaxSex) Pornstars (Crunch Boy) Soirée Pizza (le petit gay production)                                                                                        |
| 2016  | À deux dans mon cul                 | HPG                          | Gros Calibres pour minets (Arimaxsex) Les vices de Waikix (Crunch Boy) Couilles à vider (Crunch Boy) Ils se font défoncer (Crunch Boy) Men of Montréal vol 1 (Men of Montréal)                                             |
| 2017  | Objectif Cul !                      | Christo Ball                 | Kiffeurs Underground 2 (Fred Sneaker) Casting à cruncher (Jess Royan) Passifs pour gros calibres (Jess Royan) Men of Montreal 8 (Marko Lebeau)                                                                             |
| 2018  | Hey taxi prends-moi                 | HPG                          | Viens kiffer les mecs de téci (Citébeur) Bravo Boys Band 2 (BravoFucker) Des hétéros qui baisent des mecs (Crunch Boy) Un porno presque parfait (Crunch Boy) Jouissances et Cagoules (Gayfrenchkiss)                       |
| 2019  | Logan coach des premiers tournages  | Christo Ball et Logan Aballo | Mondial 2 de Pablo Bravo Baiseball et boules à baiser de Loic Barnier Toutes les occasions sont bonnes de Christo Ball & Logan Aballo Des situations xcitantes de Jess Royan Des castings Pornos très chauds de Jess Royan |

### Meilleur film ethnique
| Année | Titre                           | Distributeur | Nommés |
| ----- | ------------------------------- | ------------ | --- |
| 2012  | Souann et ses potes             | Citébeur     | |
| 2013  | Med in France                   | Citébeur     | |
| 2014  | Lascars en force 2              | Citébeur     | Le jus des lascars (HPG) de HPG Black Dream White Cream (All Worlds) de Chi Chi Larue Les Nikeurs de Cooper (Citebeur) de Stéphane                               |
| 2015  | Bites de Black pour culs blancs | Dominic Ford | Cuban XL Cocks Les Nikeurs de Marc Humper (Citébeur) Serial Sneaker #6 (Sketboy.com) Walid le zobeur (Citébeur)                                                  |
| 2016  | Malik et ses potes              | Citébeur     | Phat Dick Fitness (Next Door Ebonyd) Juliano et ses potes (Citébeur) Matos de Blackos 7 (Univers Black) Quartier chaud 4 (Citébeur) Quartier chaud 5 (Citébeur)  |
| 2017  | Bravo Boys Band                 | Paolo Bravo  | How to get away with murder (Dominic Ford) Les Bonhommes 3 (Stéphane) Viens kiffer les mecs de téci # 02 (Stéphane) Viens kiffer les mecs de téci #03 (Stéphane) |

Catégorie supprimée en 2018.

### Meilleur acteur
| Année | Nom             | Photo                              | Nationalité | Alors âgé de | Pour                      | Nommés |
| ----- | --------------- | ---------------------------------- | ----------- | ------------ | ------------------------- | --- |
| 2012  | Stany Falcone   | Importez l’image de cette personne | Belgique    |              | Stany Falcone             | Brent Everett pour Some Things Cum Up Spencer Reed pour Spencer Reed Jessy Dog pour Incarcération Dillon Buck pour Getting Ahead in Business John Despe pour Incarcération                  |
| 2013  | Topher DiMaggio |                                    | États-Unis  |              |                           | |
| 2014  | Christian Wilde | Importez l’image de cette personne | États-Unis  |              | Wilde Road (NakedSword)   | François Sagat dans Incubus 2 (Titan Men) Brady Jensen dans Stalker (NakedSword) Kameron Frost dans Indic (Menoboy) Kareem dans Indic (Menoboy) Trenton Ducati dans Grindhouse (NakedSword) |
| 2015  | Mike De Marko   | Importez l’image de cette personne | États-Unis  |              | Sentenced & Punished      | Darius Ferdynand Dillon Rossi Fabio Jacob Daniels |
| 2016  | Brent Corrigan  |                                    | États-Unis  |              | Vegas Hustle              | Rocco Steele dans Daddy Issues Jordan Fox dans Les Patients du Dr Jordan Fox Theo Ford dans I, Spy Matt Kennedy dans Agents X Guillermo Cruz dans Agents X                                  |
| 2017  | Doryann Marguet |                                    | France      |              | Plaisir charnel           | Johannes Lars dans PizzaBoy Matthew Bosch dans Cauke for President Trenton Ducati dans Secret & Lies Colton Grey dans Cruising For Ass Ryan Rose dans Scared Stiff                          |
| 2018  | Paul Delay      |                                    | France      |              | Hotthell PornHorror Movie | Brent Corrigan Ludwig dans Le Goût salé de tes lèvres sucrées Jason Vario Mark Long Mickey Taylor                                                                                           |
| 2019  | Jess Royan      |                                    | France      |              | Des situations Xcitantes  | Génération plancam de Thiago Monte The Slutty professor de Justin Brody The last Rose de Ryan Rose Le garçon Scandaleux de Sean Ford Tie me Up ! Dick Me Down ! de Sean Zevran              |

### Meilleur réalisateur
| Année | Nom                               | Photo                              | Nationalité        | Pour                            | Nommés |
| ----- | --------------------------------- | ---------------------------------- | ------------------ | ------------------------------- | --- |
| 2012  | Stéphane Berry                    | Importez l’image de cette personne | France             | Gay House                       | |
| 2013  | François Sagat et Brian Mills,    |                                    | France, États-Unis | Incubus                         | |
| 2014  | Ludovic Peltier                   | Importez l’image de cette personne | France             | Indic                           | Joe Gage pour Special Reserve (Titan Men) Jonno pour Dominant Daddies (Butch Dixon) Ashley Ryder et Blacky Mendez pour Snatched (Bulldog) Mr. Pam pour Grindhouse (NakedSword)                                     |
| 2015  | Andy O'Neill                      | Importez l’image de cette personne | États-Unis         | Daddy Knows Best                | Chi Chi LaRue pour Sentenced & Punished Chris Steele pour America's next hot bottom Jack Jones pour The Weekend Jonno pour Big Dick French Adventures Mr Paml pour Addict Sam Barclay & JP Dubois pour Toy Stories |
| 2016  | Antoine Lebel et Jérôme Bondurand |                                    |                    | Minets au camping French Twinks | Martial Amaury pour Amours suprêmes d'or et de lumière 2 Mr. Pam pour Vegas Hustle Dominic Ford pour Baiseurs d'exception Lucas Kazan pour The Men I Wanted 2 JP Dubois et Sam Barclay pour Hooded                 |
| 2017  | Mr. Pam                           |                                    |                    | Fame Game NakedSword            | Sam Barclay et JP Dubois pour Grappld Jasun Mark pour Cauke For President Blacky Mendez pour The Hook-Up Hostel Ettore Tosi pour The Spanish Conexxxion Chi Chi LaRue pour Scared Stiff                            |
| 2018  | Jake Jaxson                       |                                    |                    | The Stillest Hour CockyBoys     | Ettore Tosi Ridley Dovarez Antoine Lebel Mr. Pam |
| 2019  | Antoine Lebel                     |                                    |                    | Sea Sex & Sun                   | Ettore Tosi pour Loved fucked Chi Chi LaRue & Mr. Pam pour The slutty professor Jake Jaxson pour Love Lost & Found Mr Pam pour The Last Rose Jonno pour Trou à jus                                                 |

### Meilleur film étranger
| Année | Titre                                    | Distributeur    | Nommés |
| ----- | ---------------------------------------- | --------------- | --- |
| 2012  | Slick Dogs                               | Titan Media     | |
| 2013  | Incubus de François Sagat et Brian Mills | Titan Media     | |
| 2014  | Stalker de Mr. Pam                       | Naked Sword     | London Spunked (All Worlds) de Chi Chi LaRue The Ultimate Top (Jet Set) de Chris Steele Cottage Boy (Eurocreme) de Blacky Mendez Studio of Sin (UK Naked Men) de Jonno Daddy’s Boy (DadsFuckingLads) d’Andy O’Neill |
| 2015  | Sentenced & Punished de Chi Chi LaRue    | Rascal Video    | Addict (Mr. Pam, Naked Sword) Broken (Asley Rider, Bulldog) Daddy Knows Best (Andy O'Neill, Dads Fucks Lads) Frat House Cream (Mr. Pam, Naked Sword) Jake Bass et ses amants (Jake Jaxson, CockyBoys)               |
| 2016  | The Amazing Cocky Boys                   | CockyBoys       | Dirty Rascals (Naked Sword) Clusterfuck! 1 (Raging Stallion) Baiseurs d'exception (Dominic Ford) Twinks on Top (Phoenixxx) Hooded (UK Hot Jocks)                                                                    |
| 2017  | Don't Make Him Beg de Jonno              | UKNakedMen      | A Man & His Boy de Jake Jaxson Berkeley de mr. Pam Abducted de Blacky Mendez Tahoe: Cozy Up de Tony DiMarco Spanish Milk de JP Dubois & Sam Barclay                                                                 |
| 2018  | Paris Perfect de Mr Parker               | NakedSword      | Ultra Fan Cauke for Free The Stillest Hour Silverlake Rubbergeddon |
| 2019  | Le Garçon scandaleux                     | CockyBoys/PinkX | Downlow (Bulldog) The Slutty professor (Nakedsword) Wasteland (Raging stallion) The last rose (Nakedsword / BelAmi) Sling (Titan Media)                                                                             |

### Meilleur film français
| Année | Titre                                                          | Distributeur   | Nommés |
| ----- | -------------------------------------------------------------- | -------------- | --- |
| 2012  | Incarcération de Ludovic Peltier                               | Menoboy        | Gay House de Stéphane Berry Sexual Network 1 de Mr Burns Le Gang des cagoules de SP Open Bar de Ludovic Peltier                                                                                |
| 2013  | Le Riad                                                        | Menoboy        | |
| 2014  | Indic de Ludovic Peltier                                       | Menoboy        | Une heure de colle (Menoboy) de Ludovic Peltier Baise-moi ! (Berry Prod HD) de Stéphane Berry Le garçon du lac (Berry Prod HD) de Stéphane Berry Les Nikeurs de Cooper (Citebeur) de Stéphane  |
| 2015  | Tout le monde baise Camille d'Antoine Lebel & Jérôme Bondurand | French Twinks  | De Passage (Stephane Berry, Mecs de France) Les Grimpeurs (Ludovic Peltier, Menoboy) Skets Shop Boys (Fred Sneaker, Skerboy.com) Suckers (Ridley Dovarez, RD)                                  |
| 2016  | Agents X                                                       | Ridley Dovarez | Amours suprêmes d'or et de lumière 2 (Comme des anges) Minets au camping (French Twinks) Plaisirs cachés d'Orient (Menoboy) Nathan Hope sexy et vicieux (Citébeur) Lifeghaurd (Ridley Dovarez) |
| 2017  | Fuckers Society                                                | Ridley Dovarez | Baise en plein air d'Antoine Lebel Baise avec les stars d'Antoine Lebel Les Inconscients de Ludovic Peltier Coup de poker de Stéphane Berry Prends-moi en stop de HPG                          |
| 2018  | Le Goût salé de tes lèvres sucrées                             | Ridley Dovarez | Derrière la porte (Menoboy) Passions estivales (French Twinks) HotHell Porn Horror Movie (French Twinks) Hey Taxi Prends-moi (HPG) Minets sportifs (French Twinks)                             |
| 2019  | Pig Me More                                                    | Ridley Dovarez | Producteur pervers Avoue t'aimes ça ! Génération plancam Cho Minets TBM Sea, Sex & Sun |